# Glottolog
Glottolog é uma base de dados bibliográfica das línguas menos conhecidas do mundo, mantida pelo Instituto Max Planck de Antropologia Evolutiva em Leipzig. Tem duas componentes: o catálogo Languoid, reunindo as várias línguas e famílias linguísticas do mundo; e o Langdoc, a bibliografia. Difere do mais conhecido Ethnologue  em vários pontos: tenta aceitar apenas linguagens que os editores conseguiram confirmar tanto que existem como que são distintos (variantes que não foram confirmadas mas herdadas de outra fonte são referidas como "espúrias" ou "não-testadas"); tenta apenas classificar as linguagens em famílias cuja validade foi demonstrada; fornece extensiva informação bibliográfica, sobretudo para as línguas menos conhecidas; as designações alternativas são listadas de acordo com as fontes que as utilizam; excluindo um ponto no mapa indicando o centro geográfico de cada língua, mais nenhuma informação demográfica ou etnográfica é fornecida.
São fornecidas ligações externas para o Ethnologue, ISO e outras bases de dados linguísticas on-line.
A edição 4.4 foi disponibilizada on-line em 2021, sob uma licença Creative Commons Atribuição 4.0 Internacional.